# Чемпионат мира по конькобежному спорту на отдельных дистанциях 2015 — командная гонка (женщины)
Соревнования в командной гонке среди женщин на чемпионате мира по конькобежному спорту на отдельных дистанциях 2015 года прошли 14 февраля на катке Тиалф в Херенвене, Нидерланды. В забегах приняли участие 8 команд.

## Медалисты
| Дистанция       | Золото                                           | Золото  | Серебро                                                | Серебро | Бронза                                                | Бронза  |
| --------------- | ------------------------------------------------ | ------- | ------------------------------------------------------ | ------- | ----------------------------------------------------- | ------- |
| Командная гонка | Япония · Аяка Кикути · Михо Такаги · Нана Такаги | 3.01,53 | Нидерланды · Марье Йолинг · Маррит Ленстра · Ирен Вюст | 3.01,55 | Россия · Юлия Скокова · Ольга Граф · Наталья Воронина | 3.03,19 |

## Результаты

### Командная гонка
| Место | Страна           | Участницы                                        | Время   | Отставание |
| ----- | ---------------- | ------------------------------------------------ | ------- | ---------- |
| 1     | Япония           | Аяка Кикути Михо Такаги Нана Такаги              | 3.01,53 |            |
| 2     | Нидерланды       | Марье Йолинг Маррит Ленстра Ирен Вюст            | 3.01,55 | +0,02      |
| 3     | Россия           | Юлия Скокова Ольга Граф Наталья Воронина         | 3.03,19 | +1,26      |
| 4     | Канада           | Ивани Блонден Кали Крист Джози Спенс             | 3.04,11 | +2,18      |
| 5     | Республика Корея | Ким Бо Рым Но Сон Ён Jun Ye-jin                  | 3.05,84 | +4,31      |
| 6     | Польша           | Луиза Злотковска Катажина Возняк Александра Госс | 3.06,09 | +4,56      |
| 7     | Германия         | Бенте Краус Клаудия Пехштайн Изабель Ост         | 3.06,65 | +5,12      |
| 8     | Китай            | Чжао Синь Лю Цзин Лю Ичи                         | 3.07,27 | +5,34      |